# Бюшез, Филипп
Фили́пп Бюше́з (фр. Philippe Buchez), полное имя Филипп Жозеф Бенжамен Бюшез (Philippe Joseph Benjamin Buchez); 31 марта 1796 года, Матань-ля-Пётит — 11 августа 1865 года, Родез) — французский политик, публицист и историк; основатель газеты «L’Atelier»; идеолог христианского социализма, в котором стремился синтезировать евангельские принципы с идеями Французской революции и утопического социализма.

## Биография
Родился в 1796 г. в Матань-ля-Пётит (фр. Matagne-la-Petite) — деревне, принадлежавшей в то время к Арденскому департаменту, а ныне входящей в состав бельгийской провинции Намюр.
Воспитывался в Париже и там же поступил на службу на незначительное место по податному ведомству. Во время реставрации неоднократно принимал участие в деятельности тайных обществ. Во время учёбы вместе с естественными науками и медициной занимался также философией и историей.

### Сенсимонист
В 1825 сблизился с учениками А. К. Сен-Симона; был главным редактором «Journal des progrès des sciences et institutions médicales» и сотрудником в сенсимонистском еженедельнике «Le Producteur», пока взгляды этого издания не показались ему несоединимыми дальше с его собственными идеями относительно усовершенствования общества и науки на основании католического вероучения.

### Идеи Бюшеза
Полностью отделившись от сенсимонистской школы, основал в 1831 г. философский журнал «L’Européen», большую часть которого писал сам, и сделал его органом новокатолической системы — так называемого «бюшезизма». Его основная мысль заключалась в идее существования прогресса и развития в природе и в истории человечества. Геология, эмбриология и сравнительная анатомия дают доказательства для этого, помимо области нравственного и политического мира. Но у человека прогрессивное образование должно быть изъято из-под влияния случая и направлено к цели, провозвещаемой христианско-католическим откровением. Такова основная мысль его «Essai d’un traité complet de philosophie au point de vue du catholicisme et du progrès» (1839) и его «Introduction à la Science de l’histoire» (1842).
Особого упоминания заслуживает то, что Бюшез первый (в 1831 г. в «L’Européen») провозгласил принцип промышленных товариществ, как средства для эмансипации рабочего класса, и сам основал несколько товариществ этого рода, имевших успех.
Его главная идея, состоящая в том, что в интересах всего рабочего сословия следует отделять часть прибыли товариществ для образования постоянно растущего «неделимого» капитала, нашла большое сочувствие у французских рабочих и часто осуществлялась, притом не совсем без успеха.

### Политик
Будучи выбран после Февральской революции от департамента Сены в учредительное национальное собрание, Бюшез попал, благодаря влиянию партий «National», в президенты собрания; но после событий 15 мая должен был сложить с себя это звание, а в следующем году отошел от политической деятельности.

## Творчество
- «Essai d’un traité complet de philosophie au point de vue du catholicisme et du progrès» («Трактат о философии с точки зрения католицизма и прогресса», в 3 т., Париж, 1839)
- «Introduction à la Science de l’histoire» (в 2 т., Париж, 1833; 2 изд., 1842).
- Вместе с Ру-Лавернем (Pierre-Célestin Roux-Lavergne) он издал: «Histoire parlementaire de la Révolution française, ou Journal des assemblées nationales depuis 1789 jusqu’en 1815» («Парламентская история французской революции», в 40 т., Париж, 1833—38), богатое и важное собрание материалов для истории французской революции, свод которых сделан с республиканской точки зрения.
- «Histoire de la formation de la nationalité française» (в 2 т., Париж, 1859 г.).
- После его смерти Сериз (Cerise) и Отт (Ott) обнародовали его «Traité de politique et de science Sociale» (в 2 т., Париж, 1866).